# Caviria marcellina
Caviria marcellina är en fjärilsart som beskrevs av William Schaus 1927. Caviria marcellina ingår i släktet Caviria och familjen tofsspinnare. Inga underarter finns listade i Catalogue of Life.